# William Valk
William Weightman Valk (* 12. Oktober 1806 in Charleston, South Carolina; † 20. September 1879 in Washington, D.C.) war ein US-amerikanischer Arzt und Politiker. Zwischen 1855 und 1857 vertrat er den Bundesstaat New York im US-Repräsentantenhaus.

## Werdegang
William Weightman Valk wurde ungefähr sechs Jahre vor dem Ausbruch des Britisch-Amerikanischen Krieges in Charleston geboren und wuchs dort auf. Er besuchte die örtlichen Schulen und graduierte 1830 an der University of South Carolina in Columbia. Anschließend studierte er Medizin und begann dann in Bridgeport (Connecticut) zu praktizieren. Nach dem Ausbruch des Mexikanisch-Amerikanischen Krieges verpflichtete er sich in der US Navy. Er diente als Surgeon’s Mate am Bord der USS Constellation. Als dann der Goldrausch in Kalifornien sein zweites Jahr erreichte, suchte er dort sein Glück als Goldgräber. Am Ende ließ er sich in Flushing nieder, wo er als Arzt praktizierte. Politisch gehörte er der American Party an. Bei den Kongresswahlen des Jahres 1854 wurde Valk im ersten Wahlbezirk von New York in das US-Repräsentantenhaus in Washington, D.C. gewählt, wo er am 4. März 1855 die Nachfolge von James Maurice antrat. Im Jahr 1856 erlitt er bei seiner Wiederwahlkandidatur eine Niederlage und schied nach dem 3. März 1857 aus dem Kongress aus. Nach dem Ausbruch des Bürgerkrieges verpflichtete er sich bei den Unionstruppen. Als Surgeon diente er dann im zweiten Regiment der Maryland Volunteer Infanterie, welches bei den Schlachten am Bull Run und Antietam sowie von Gettysburg und Petersburg teilnahm. Zwei Jahre nach dem Ende des Krieges wurde er zum Clerk im US-Versorgungsamt (United States Pension Office) in Washington D.C. ernannt, eine Stellung, die er bis zu seinem Tod am 20. September 1879 innehatte. Sein Leichnam wurde auf dem Flushing Cemetery beigesetzt.